# Батошевски надпис
Батòшевски нàдпис представляват 17 реда от старобългарски надпис върху два мраморни фрагмента със средни размери 0,42x0,43 m, намерени в Батошевския манастир. Надписът е бил поставен вероятно на входа на църквата. Съобщават се имената на цар Михаил II Асен „син на великия цар Асен и внук на стария Асен", на патриарх Василий и на 3 села – Батошево, Витен и Рибаре.
Батошевският надпис е твърде консервативен във фонетично-правописно отношение. По стилно-езикови особености се свързва с документи, издавани от царската канцелария при дарения на църкви и манастири. Пази се в Националния археологически музей в София.